# Miguel Ángel Alvarado
Miguel Ángel Alvarado Ramírez (Ovalle, 10 de julio de 1961) es un médico cirujano y político chileno, militante del Partido por la Democracia (PPD). Ejerció como concejal de la comuna de Ovalle entre 2004 y 2008. Se desempeñó como diputado de la República en representación del distrito n.º 9 de la Región de Coquimbo entre 2015 y 2018, para completar el periodo legislativo que dejó vacante Jorge Insunza al asumir como ministro Secretario General de la Presidencia en mayo de 2015.

## Familia y estudios
Nació el 10 de julio de 1961, en Ovalle, hijo de Miguel Conrado Alvarado Estay y Elsa de Mercedes Ramírez Ojeda.
Realizó 1°, 2° y 3° año de enseñanza básica en la localidad de El Trapiche. Luego se trasladó a la Escuela Parroquial de Ovalle, donde culminó el 4° año. Prosiguió con la enseñanza media en el Liceo Alejandro Álvarez Jofré A-9 de Ovalle (hoy Liceo Bicentenario Alejandro Álvarez Jofré), egresando en 1978. Por último, cursó los superiores en la carrera de medicina en la Universidad de Chile, titulándose de médico cirujano.
Se especializó en cirugía laparoscópica avanzada en el Hospital Padre Hurtado y en el Centro Médico Montefiore en Nueva York, Estados Unidos. Posteriormente, obtuvo un diplomado en bioética de la Universidad de Chile y un postgrado de especialización en cirugía oncológica en la Universidad de los Andes.
Está casado con la médica cirujana María Eugenia de la Fuente Medina, es padre de tres hijos.

## Trayectoria profesional
En el ámbito público, en la década de 1990 trabajó en el Hospital de Quintero, para luego emigrar a su tierra natal, Ovalle, donde se desempeñó como director del Hospital de Ovalle (en la provincia de Limarí) desde 2001 hasta 2002.
Mientras realizaba estudios de posgrado, se desempeñó en el Hospital de La Serena, para luego ser parte del equipo permanente del Instituto Nacional del Cáncer en Santiago. Entre sus labores médicas, fue presidente del Colegio Médico de Ovalle.
También ha trabajado como médico en clínicas privadas de Santiago, en el área de cirugía digestiva y oncológica.

## Carrera política
En su época universitaria participó en el Movimiento Ecológico Pehuén, nacido en la Universidad de Chile, donde fue un activo participante contra la dictadura militar del general Augusto Pinochet.
A principios de la década de 2000 se hizo militante del Partido por la Democracia (PPD). En las elecciones municipales de 2004 resultó elegido concejal por la Municipalidad de Ovalle, en representación del PPD. Paralelamente fue presidente regional de su partido.
En 2008, tras diferencias con la directiva del PPD —encabezada por Pepe Auth— renunció a ese partido. Es mismo año, en las elecciones municipales se presentó como candidato a alcalde de la Municipalidad de Ovalle, en calidad de independiente, pero no resultó elegido. En las elecciones parlamentarias de 2009 postuló al cargo de diputado por el distrito n.º 8, Región de Coquimbo, también como independiente, pero en la lista «Nueva Mayoría para Chile», sin tampoco resultat elegido. En 2013 fue precandidato del PPD por un cupo a diputado por la Región de Coquimbo.
Se presentó como candidato independiente en la consulta voluntaria, participativa y ciudadana que el PPD realizó el 19 de julio de 2015, para determinar al reemplazante en el escaño de diputado por el distrito n.º 9, dejada vacante por Jorge Insunza al asumir como ministro de Estado en el segundo gobierno de Michelle Bachelet. De los ocho candidatos que se presentaron a la elección, alcanzó la primera mayoría con 2119 sufragios. Juró como diputado el 22 de julio de 2015, e integró las Comisiones Permanentes de Minería y Energía; y de Desarrollo Social, Superación de la Pobreza y Planificación. Desde septiembre de 2015, fue presidente de la Comisión Investigadora del Rol de la SISS y de ECONSSA, en la fiscalización de la calidad del servicio de Aguas del Valle.
En las elecciones parlamentarias de 2017, postuló a la reelección como diputado por el distrito n° 5, en representación del Partido Por la Democracia, dentro del pacto «La Fuerza de la Mayoría», no resultando electo.

## Historial electoral

### Elecciones parlamentarias de 2009
- Elecciones parlamentarias de 2009, candidato a diputado por el distrito 8 (Coquimbo, Ovalle y Río Hurtado)[4]

### Elecciones parlamentarias de 2017
- Elecciones parlamentarias de 2017, candidato a diputado por el distrito 5 (Andacollo, Canela, Combarbalá, Coquimbo, Illapel, La Higuera, La Serena, Los Vilos, Monte Patria, Ovalle, Paihuano, Punitaqui, Río Hurtado, Salamanca y Vicuña)[5]